# NGC 3490
NGC 3490 é uma galáxia elíptica (E) localizada na direcção da constelação de Leo. Possui uma declinação de +09° 21' 44" e uma ascensão recta de 10 horas, 59 minutos e 54,3 segundos.
A galáxia NGC 3490 foi descoberta em 1880 por -.